# Polygala buxifolia
Polygala buxifolia är en jungfrulinsväxtart som beskrevs av Carl Sigismund Kunth. Polygala buxifolia ingår i släktet jungfrulinssläktet, och familjen jungfrulinsväxter. Inga underarter finns listade i Catalogue of Life.